# Caroline Alexander
Caroline Sarah J. Alexander (ur. 3 marca 1968 w Millom) – brytyjska kolarka górska, szosowa i przełajowa, trzykrotna medalistka mistrzostw Europy MTB.

## Kariera
Pierwszy sukces w karierze Caroline Alexander osiągnęła w 1993 roku, kiedy zdobyła srebrny medal w cross-country podczas mistrzostw Europy MTB w Klosters. W zawodach tych wyprzedziły ją jedynie Chantal Daucourt ze Szwajcarii. Na rozgrywanych dwa lata później mistrzostwach Europy w Špindlerůvym Mlýnie była już najlepsza, a podczas mistrzostw Starego Kontynentu w Rhenen w 2000 roku zajęła trzecie miejsce za Laurence Leboucher z Francji i Paolą Pezzo z Włoch. Ponadto w 1994 i 2001 zajmowała drugie miejsce w klasyfikacji generalnej cross-country Pucharu Świata w kolarstwie górskim. W pierwszym przypadku lepsza okazała się tylko Juli Furtado z USA, a w drugim Barbara Blatter ze Szwajcarii. Startowała także w wyścigach przełajowych i szosowych, ale bez większych sukcesów. W 1996 roku wzięła udział w igrzyskach olimpijskich w Atlancie, gdzie zajęła 43. miejsce w szosowym wyścigu ze startu wspólnego, a rywalizacji w cross-country nie ukończyła. Na rozgrywanych cztery lata później igrzyskach w Sydney była dwunasta w cross-country.